# Beisúgskoye
Beisúgskoye (del ruso: Бейсугское) es un selo del raión de Briujovétskaya del krai de Krasnodar en el sur de Rusia. Está situado 23 km al nordeste de Briujovétskaya y 96 km al norte de Krasnodar, la capital del krai. Tenía 345 habitantes en 2010
Pertenece al municipio Novodzherelíevskoye.